# Ulf von Zweigbergk
Ulf von Zweigbergk, född 27 mars 1926 i Stockholm, död 2 februari 2013 i Vasastan i Stockholm, var en svensk konstnär och skådespelare.
Han studerade för Otte Sköld och Bo E:son von Zweigbergk. Utställningar: Stockholm, Strängnäs, New York, Biarritz, Paris, London, Skara, Sidney 1951-1982. Representerad: I samlingar i Europa och USA.

## Filmografi (i urval)
- 1992 – En komikers uppväxt (TV-serie)
- 1991 – Facklorna (TV-serie)
- 1988 – Dårfinkar & dönickar (TV-serie)
- 1987 – I dag röd (TV-serie)
- 1986 – Amorosa
- 1981 – Babels hus (TV-serie)
- 1981 – Sverige åt svenskarna
- 1980 – Sinkadus (TV-serie)
- 1980 – Räkan från Maxim
- 1978 – Picassos äventyr
- 1974 – Rännstensungar
- 1972 – Mannen som slutade röka
- 1972 – Anderssonskans Kalle

## Teater

### Roller
| År   | Roll                | Produktion                                    | Regi               | Teater   |
| ---- | ------------------- | --------------------------------------------- | ------------------ | -------- |
| 1972 | Extra tjänstgörande | Vildanden Henrik Ibsen                        | Ingmar Bergman     | Dramaten |
| 1979 | Statist             | Kollontaj Agneta Pleijel                      | Alf Sjöberg        | Dramaten |
| 1979 | Medverkande         | Chez nous Per Olov Enquist och Anders Ehnmark | Lars Göran Carlson | Dramaten |
| 1990 | Falkenburgs vålnad  | Amorina Carl Jonas Love Almqvist              | Peter Stormare     | Dramaten |
| 1995 | Kör Hov             | Vigseln Witold Gombrowicz                     | Karl Dunér         | Dramaten |